# Strafford (Missouri)
Pour les articles homonymes, voir Strafford.
Strafford est une ville du comté de Greene, dans le Missouri, aux États-Unis,. Située à l'est du comté, elle est incorporée en 1968. 

## Démographie
Lors du recensement de 2010, la ville comptait une population de 2 358 habitants. Elle est estimée, en 2016, à 2 340 habitants.

### Source de la traduction
- (en) Cet article est partiellement ou en totalité issu de l’article de Wikipédia en anglais intitulé « Strafford, Missouri » (voir la liste des auteurs).